# Jeffrey Haines
Jeffrey Robert Haines (ur. 6 października 1958 w Milwaukee, Wisconsin) – amerykański duchowny katolicki, biskup pomocniczy Milwaukee od 2017.

## Życiorys
Święcenia kapłańskie otrzymał w dniu 17 maja 1985 i został inkardynowany do archidiecezji Milwaukee. Pracował głównie jako duszpasterz parafialny. W 2011 mianowany rektorem kościoła katedralnego.
25 stycznia 2017 papież Franciszek prekonizował go biskupem pomocniczym Milwaukee ze stolicą tytularną Thagamuta. Sakry udzielił mu 17 marca 2017 metropolita Milwaukee - arcybiskup Jerome Listecki.